# هنتر هيل
هنتر هيل (بالإنجليزية: Hunter Hill)‏ هو سياسي أمريكي، ولد في 23 يونيو 1977 في أتلانتا في الولايات المتحدة. حزبياً، نشط في الحزب الجمهوري.